# Síndrome de Goldenhar
El síndrome de Goldenhar, también es conocido como  displasia óculo-aurículo-vertebral, es una enfermedad heterogénea y compleja que forma parte del espectro de anomalías del primer y segundo arcos branquiales (espectro óculo-aurículo-vertebral ).
Descrito inicialmente por Maurice Goldenhar en 1952, en 1969 Hollowich y Verbeck revisaron los casos descritos con anterioridad. Es de causa desconocida (se presume una importante carga genética) y de baja frecuencia. Entre sus manifestaciones incluye, entre otras:
- Anomalías oculares.
- Anomalías faciales.
- Anomalías vertebrales.

El diagnóstico es clínico mediante la observación de las anomalías que presenta el paciente y el tratamiento individualizado y multidisciplinar, dirigido a la detección y caracterización de las anomalías presentes en cada paciente y las medidas (cirugía reparadora, etc.) necesarias en función de ello.